# Нижний Новгород (волейбольный клуб)
«Нижний Новгород» — российский мужской волейбольный клуб из одноимённого города. Основан в 2008 году, ранее носил названия СДЮШОР № 4 (2008—2009) и «Губерния» (2009—2015). Расформирован в 2016 году.

## История

### Предыстория
Первый в постсоветской истории профессиональный волейбольный клуб в Нижнем Новгороде был создан в июле 1998 года на базе СДЮШОР № 4 Московского района. В сезоне-1998/99 команда «Промстрой» заняла 1-е место во второй лиге чемпионата России, а через год финишировала третьей в высшей лиге «Б». Затем нижегородский коллектив, переименованный в 2000-м в «Энергетик», а через год — в «Динамо-УВО», провёл три сезона в высшей лиге «А», занимая соответственно 8-е, 6-е и 5-е места. Однако в мае 2003 года, практически сразу после завершения самого успешного сезона испытывающую финансовые трудности команду покинули ведущие игроки и главный тренер Олег Васильевич Савкин и вскоре «Динамо-УВО» прекратило своё существование.

### 2008—2011: путь наверх
В 2008 году в Нижнем Новгороде была сформирована новая команда, главным тренером которой также стал Олег Савкин. В сезоне-2008/09 под названием СДЮШОР № 4 она выступала в первой лиге и заняла 6-е место на финальном этапе. Несмотря на то, что команда не смогла добиться права на повышение в классе по спортивному принципу, ей всё же была предоставлена путёвка в высшую лигу «Б». Команда получила поддержку со стороны губернатора Нижегородской области Валерия Шанцева, практически полностью обновила состав и была переименована в «Губернию». В Нижний Новгород вернулись прежние лидеры «Динамо-УВО» Илья Сакеев и Алексей Кошкин, в прошлом сезоне игравшие за «Грозный», возобновил спортивную карьеру мастер спорта международного класса Сергей Ермишин, капитаном коллектива стал известный по выступлениям за московское «Динамо» коренной нижегородец Никита Лямин, а тренерский штаб усилил Игорь Пасечник из Уфы. В турнирной таблице чемпионата-2009/10 «Губерния» и на предварительном, и на финальном этапе заняла второе место вслед за «Грозным» и вышла в высшую лигу «А».
Перед стартом на новом уровне состав нижегородской команды пополнили связующий Валентин Стрильчук и доигровщик Руслан Аскеров из «Динамо-ЛО», диагональный Игорь Тюрин («Динамо» Москва), центральные блокирующие Игорь Никифоров («Локомотив-Изумруд») и Александр Сергиенко («Кристалл»), либеро Евгений Петропавлов («Динамо» Краснодар). На протяжении всего сезона 2010/11 годов «Губерния» вела борьбу за право перейти в Суперлигу с «Автомобилистом» и «Локомотивом-Изумрудом», заняла в итоге третье место, но была допущена к участию в чемпионате элитного дивизиона в связи с расширением его до 16 команд. Таким образом подопечные Олега Савкина поднялись из первой лиги до Суперлиги за рекордно короткий срок — три года, что ранее удавалось только казанскому «Динамо» и салаватскому «Нефтехимику».

### 2011—2012: дебют в Суперлиге
В межсезонье, предшествовавшее дебюту команды в Суперлиге, «Губернию» покинули Сергей Андриевский, Анатолий Межоннов и Валентин Стрильчук, завершил игровую карьеру и перешёл на должность тренера команды Сергей Ермишин, были подписаны контракты со связующими Максимом Шульгиным и Олегом Самсонычевым, доигровщиком Александром Мочаловым и диагональным Василием Носенко, который в прошлом сезоне, выступая за «Газпром-Югру», стал самым результативным игроком чемпионата России. Перед стартом сезона к команде присоединились легионеры — финский блокирующий Матти Ойванен и доигровщик Никола Ковачевич, чемпион Европы 2011 года в составе сборной Сербии. Генеральным менеджером «Губернии» стал известный российский тренер Павел Викторович Борщ. 1 октября 2011 года нижегородские волейболисты провели первый матч в Суперлиге, одержав дома победу над «Локомотивом-Изумрудом» со счётом 3:0. В середине декабря на должность главного тренера команды был назначен Игорь Пасечник, а Олег Савкин сосредоточился на организационной работе. «Губерния» заняла 7-е место в Восточной зоне, после чего участвовала в играх плей-аут и заняла в итоге 11-е место, позволившее сохранить прописку в сильнейшем дивизионе.

### 2012—2013: победная серия
Летом 2012 года «Губернию» возглавил болгарский тренер Пламен Константинов, значительно обновился состав, в который вошли один из сильнейших диагональных чемпионата России Николай Павлов, лидер «Югры-Самотлора» Сергей Савин, два новых легионера — финский связующий Микко Эско и сербский доигровщик Милош Никич, а также бронзовый призёр Олимпийских игр-2008 блокирующий Алексей Остапенко, переживший после Олимпиады в Пекине тяжелейшую травму, в последние годы не попадавший в состав московского «Динамо», но в наступившем сезоне снова поймавший свою игру. В январе 2013 года присоединился к «Губернии» и моментально стал одним из лидеров коллектива Игорь Шулепов.
«Губерния» заняла первое место в группе полуфинального этапа Кубка страны, опередив в том числе чемпиона страны «Зенит», и во второй раз подряд вышла в финальную стадию турнира. По мнению Пламена Константинова в это время к команде пришла уверенность в собственность в силах, следствием которой стала 13-матчевая победная серия в чемпионате страны, начавшаяся 17 ноября с разгрома «Динамо» в Москве и прерванная 6 марта «Искрой» в Одинцове. С начала второго круга и до завершения предварительного этапа «Губерния» занимала первое место в Красной группе, собирая аншлаги на трибунах дворца спорта «Заречье». В четвертьфинале нижегородцы уверенно обыграли прежнюю команду Пламена Константинова — «Газпром-Югру», завоевав также путёвку в еврокубки, в полуфинале в упорной борьбе уступили уфимскому «Уралу», а в серии за третье место — казанскому «Зениту». Диагональный «Губернии» Николай Павлов получил вызов в сборную России, в её составе стал победителем Мировой лиги и чемпионом Европы.

### 2013—2014: финал Кубка ЕКВ

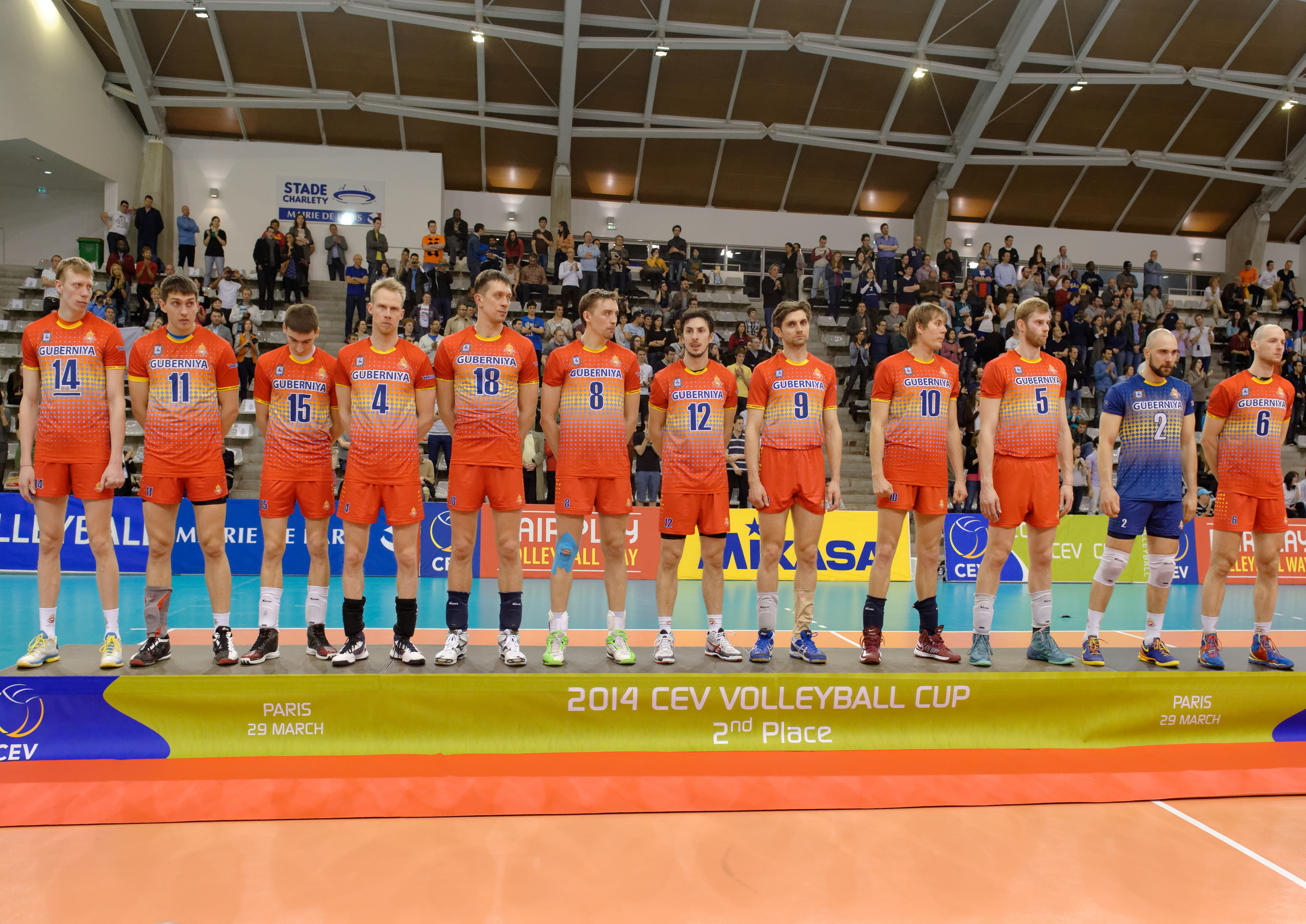
«Губерния» — серебряный призёр Кубка ЕКВ-2013/14. Слева направо: Никита Лямин, Игорь Тюрин, Макар Бестужев, Микко Эско, Алексей Кулешов, Сергей Савин, Милош Никич, Павел Абрамов, Максим Шульгин, Алексей Остапенко, Александр Янутов, Николай Павлов

После успешного сезона «Губерния» сохранила всех своих ведущих игроков и для усиления командной игры пригласила Алексея Кулешова, Павла Абрамова, Макара Бестужева и Александра Янутова. Приоритетом коллектива стало выступление в дебютном для него розыгрыше Кубка Европейской конфедерации волейбола. Подопечные Пламена Константинова уверенно двигались к намеченной цели, непосредственно на пути к финалу в трудных пятисетовых матчах превзошли одного из фаворитов турнира — польскую «Скру», затем в первом домашнем финальном матче разгромили французский «Пари Волей», однако в ответной встрече проиграли парижанам со счётом 1:3 и 11:15 в определившем обладателя трофея золотом сете.
Плей-офф чемпионата России нижегородцы, как и годом ранее, начинали серией матчей против «Газпром-Югры» и выиграли её с результатом 3–2, завоевав путёвку в «Финал шести». В Екатеринбурге «Губерния» уступила в равной борьбе будущим финалистам чемпионата — «Зениту» и «Локомотиву», а в поединке за 5-е место, дающее право играть в Кубке вызова, оказалась сильнее «Кузбасса». Лидер команды Николай Павлов стал лучшим игроком чемпионата — обладателем приза Андрея Кузнецова. Три игрока «Губернии» вошли в заявку сборной России на Мировую лигу-2014. Помимо Павлова, ярко дебютировавшего в национальной команде в прошлом сезоне, шанс вернуться в неё спустя 6 лет получил Алексей Остапенко и впервые был вызван в сборную заявивший о себе в минувшем сезоне во весь голос доигровщик Сергей Савин.

### 2014—2015: «два миллиона проблем»
С начала нового сезона «Губерния» испытывала колоссальные проблемы с составом. Микко Эско и Милош Никич отправились играть в турецкие клубы, Алексей Остапенко перебрался в итальянскую «Пьяченцу», а Никита Лямин продолжил карьеру в пляжном волейболе. Новые легионеры нижегородского клуба — итальянский доигровщик Маттео Мартино и центральный блокирующий сборной Болгарии Виктор Йосифов — прибыли в команду с травмами. Значительную часть сезона восстанавливались от травм Алексей Кулешов и Николай Павлов, выбранный перед началом сезона капитаном «Губернии». В отсутствие Павлова лидерами нижегородцев в атаке стали перешедший из «Факела» Филипп Воронков и отыгравший весь сезон практически без замен Сергей Савин.
В ноябре болельщики «Губернии» обратились с открытым письмом к губернатору Нижегородской области Валерию Шанцеву, в котором рассказали о бедственной финансовой ситуации в клубе. Вследствие этой ситуации «Губерния» в начале 2015 года рассталась с Мартино и связующим Сергеем Андриевским, место которого через некоторое время занял Дмитрий Ковалёв, пропустивший более половины сезона из-за судебного разбирательства с «Прикамьем». Также покинул команду её спортивный директор Павел Борщ.
Имея, по выражению Пламена Константинова, «два миллиона проблем», «Губерния» тем не менее держалась достойно, заняв по итогам регулярного чемпионата России шестое место, но запаса прочности ей не хватило. На стадии 1/8 финала команда выбыла из розыгрыша Кубка вызова, а в сериях плей-офф чемпионата страны проиграла московскому «Динамо» в четвертьфинале и «Факелу» в утешительном полуфинале.

### 2015—2016: крах
В апреле 2015 года должность директора «Губернии» занял заслуженный мастер спорта Дмитрий Фомин, а в мае Пламена Константинова на тренерском мостике сменил Александр Климкин — экс-наставник новокуйбышевской НОВЫ, входивший также в тренерский штаб сборной России. Команда была переименована в «Нижний Новгород» и вступила в сезон-2015/16 абсолютно новым составом, который формировался в условиях траты большей части клубного бюджета на погашение долгов перед бывшими игроками и наложенного Европейской конфедерацией волейбола запрета на международные трансферы. Вместо наигрывавшегося в межсезонье латвийского связующего Дениса Петрова основным игроком этого амплуа в «Нижнем Новгороде» стал возобновивший карьеру Артём Хабибуллин. На других позициях также в основном играли достаточно опытные волейболисты — нападающие Андрей Титич, Сергей Тимофеев и Андрей Колесник, блокирующие Александр Крицкий и Виктор Никоненко, а также либеро Андрей Дранишников, который выступал за нижегородскую команду с 2009 года, но предыдущий сезон провёл в уфимском «Урале».
«Мы все неплохие „музыканты“, но „оркестр“ из нас получился не очень. С другой стороны, сделать с нуля команду Суперлиги практически невозможно, тем более не имея никакого толкового бюджета», — сказал после завершения сезона капитан нижегородцев Никоненко. В чемпионате России команда выиграла лишь 2 из 26 проведённых матчей, заняла последнее место и потеряла место в Суперлиге.

### Расформирование
Из-за долгов клуба перед бывшими игроками и сотрудниками Всероссийская федерация волейбола запретила «Нижнему Новгороду» регистрацию новых игроков и не допустила «горожан» к участию в первенстве высшей лиги «А». Ряд волейболистов «Нижнего Новгорода» пополнили команды Суперлиги: Андрей Колесник и Александр Крицкий перешли в «Урал», Андрей Титич и Максим Новгородов — в «Югру-Самотлор», Сергей Тимофеев — в «Нефтяник»; в высшей лиге «А» продолжили выступления Виктор Никоненко («Ярославич») и Самир Мухаров («Грозный»).
Тем временем в Нижнем Новгороде была создана новая команда — АСК, которую возглавил Игорь Шулепов. В октябре 2016 года она дебютировала в высшей лиге «Б».

## Результаты выступлений

### Чемпионат России
| Сезон   | Лига                  | Место | И  | В  | П  | С/П    |
| ------- | --------------------- | ----- | -- | -- | -- | ------ |
| 2008/09 | Первая лига (IV)      | 6-е   | 45 | 22 | 23 | 90:82  |
| 2009/10 | Высшая лига «Б» (III) | 2-е   | 54 | 43 | 11 | 141:60 |
| 2010/11 | Высшая лига «А» (II)  | 3-е   | 44 | 29 | 15 | 98:69  |
| 2011/12 | Суперлига (I)         | 11-е  | 26 | 10 | 16 | 43:53  |
| 2012/13 | Суперлига (I)         | 4-е   | 31 | 21 | 10 | 69:44  |
| 2013/14 | Суперлига (I)         | 5-е   | 30 | 17 | 13 | 64:50  |
| 2014/15 | Суперлига (I)         | 7-е   | 32 | 15 | 17 | 61:62  |
| 2015/16 | Суперлига (I)         | 14-е  | 26 | 2  | 24 | 23:73  |

### Кубок России
| Сезон | Место                      | И  | В | П | С/П   |
| ----- | -------------------------- | -- | - | - | ----- |
| 2010  | 4-е в зональном турнире    | 8  | 2 | 6 | 11:20 |
| 2011  | 1/4 финала                 | 15 | 9 | 6 | 34:25 |
| 2012  | 3-е в финальной группе     | 13 | 7 | 6 | 24:21 |
| 2013  | 3-е в полуфинальной группе | 11 | 9 | 2 | 30:15 |
| 2014  | 3-е в полуфинальной группе | 13 | 5 | 8 | 23:30 |
| 2015  | 3-е в полуфинальной группе | 3  | 1 | 2 | 3:7   |

### Еврокубки
| Сезон   | Место                   | И  | В  | П | С/П   |
| ------- | ----------------------- | -- | -- | - | ----- |
| 2013/14 | финал Кубка ЕКВ         | 12 | 10 | 2 | 33:13 |
| 2014/15 | 1/8 финала Кубка вызова | 4  | 3  | 1 | 10:5  |

## Арена
Домашние матчи команда проводила в физкультурно-оздоровительном комплексе «Заречье» (Арктическая улица, 7). Вместимость трибун — 1500 человек.